# Apocalyptic Love World Tour
L'Apocalyptic Love Tour è il secondo tour da solista di Slash, ex chitarrista dei Guns N' Roses. Il tour a eccezione del nuovo chitarrista ritmico Frank Sidoris (al posto di Bobby Schneck) è composto dalla stessa band di supporto che è stata in tour con Slash durante il suo primo tour solista, anche se questa volta lo spettacolo è chiamato "Slash featuring Myles Kennedy and the Conspirators". Il tour è in supporto del secondo album solista di Slash, Apocalyptic Love, in cui Myles Kennedy ha cantato come cantante solista su tutte le canzoni e in cui hanno suonato i membri della sua band di supporto: il bassista Todd Kerns, il batterista Brent Fitz e il chitarrista ritmico Frank Sidoris.
La setlist durante il tour include canzoni dei Guns N' Roses, Velvet Revolver, Slash's Snakepit e Alter Bridge.

## Scaletta tipica
(Presa dal concerto del 2 novembre 2012 a Rio de Janeiro)
1. Halo
2. Nightrain (Guns N' Roses)
3. Ghost
4. Standing in the Sun
5. Back From Cali
6. Been There Lately (Slash's Snakepit)
7. My Michelle (Guns N' Roses)
8. Rocket Queen (Guns N' Roses)
9. Bad Rain
10. Not For Me
11. Doctor Alibi
12. You're Crazy (Guns N' Roses)
13. No More Heroes
14. Starlight
15. Blues Jam
16. Anastasia
17. You're A Lie
18. Sweet Child O' Mine (Guns N' Roses)
19. Slither (Velvet Revolver)
20. Welcome to the Jungle (Guns N' Roses) (o Fall to Pieces (Velvet Revolver))
21. Paradise City (Guns N' Roses)

## Date
| Data              | Città                         | Stato               | Luogo                                           |
| ----------------- | ----------------------------- | ------------------- | ----------------------------------------------- |
| Warm up shows     |                               |                     |                                                 |
| 19 marzo 2012     | Hollywood, California         | Stati Uniti         | Guitar Center                                   |
| 23 marzo 2012     | Toronto, Ontario              | Canada              | Phoenix Concert Theatre                         |
| 10 aprile 2012    | Los Angeles, California       | Stati Uniti         | Jimmy Kimmel Live!                              |
| 11 aprile 2012    | Los Angeles, California       | Stati Uniti         | Revolver Golden Gods Awards                     |
| Nord America #1   |                               |                     |                                                 |
| 3 maggio 2012     | Baltimora, Maryland           | Stati Uniti         | Rams Head Live!                                 |
| 4 maggio 2012     | Virginia Beach, Virginia      | Stati Uniti         | Lunatic Luau                                    |
| 5 maggio 2012     | Rockingham, Carolina del Nord | Stati Uniti         | Carolina Rebellion                              |
| 7 maggio 2012     | Orlando, Florida              | Stati Uniti         | Hard Rock Live                                  |
| 9 maggio 2012     | Jacksonville, Florida         | Stati Uniti         | Florida Theatre                                 |
| 10 maggio 2012    | Biloxi, Mississippi           | Stati Uniti         | Hard Rock Hotel & Casino                        |
| 12 maggio 2012    | Kansas City, Missouri         | Stati Uniti         | Liberty Memorial Park                           |
| 13 maggio 2012    | Boone, Iowa                   | Stati Uniti         | Lazerfest                                       |
| 14 maggio 2012    | Minneapolis, Minnesota        | Stati Uniti         | The Brick                                       |
| 16 maggio 2012    | Madison, Wisconsin            | Stati Uniti         | Orpheum Theater                                 |
| 17 maggio 2012    | Grand Rapids, Michigan        | Stati Uniti         | Orbit Room                                      |
| 19 maggio 2012    | Columbus, Ohio                | Stati Uniti         | Rock on the Range                               |
| 20 maggio 2012    | Camden, New Jersey            | Stati Uniti         | Susquehanna Bank Center                         |
| 22 maggio 2012    | New York, New York            | Stati Uniti         | Irving Plaza                                    |
| 23 maggio 2012    | New York, New York            | Stati Uniti         | Sirius XM Studios                               |
| 25 maggio 2012    | Pryor, Oklahoma               | Stati Uniti         | Rocklahoma                                      |
| 26 maggio 2012    | Albuquerque, Nuovo Messico    | Stati Uniti         | Route 66 Casino                                 |
| Europa #1         |                               |                     |                                                 |
| 6 giugno 2012     | Londra                        | Inghilterra         | Hammersmith Apollo                              |
| 8 giugno 2012     | Donington Park                | Inghilterra         | Download Festival                               |
| 10 giugno 2012    | Amsterdam                     | Paesi Bassi         | Heineken Music Hall                             |
| 11 giugno 2012    | Mönchengladbach               | Germania            | Hockey Park                                     |
| 12 giugno 2012    | Berlino                       | Germania            | Max-Schmeling-Halle                             |
| 14 giugno 2012    | Hultsfred                     | Svezia              | Hultsfred Festival                              |
| 16 giugno 2012    | Sulingen                      | Germania            | Reload Festival                                 |
| 17 giugno 2012    | Clisson                       | Francia             | Hellfest                                        |
| 18 giugno 2012    | Esch-sur-Alzette              | Lussemburgo         | Rockhal                                         |
| 20 giugno 2012    | Bamberga                      | Germania            | Stechert Arena                                  |
| 21 giugno 2012    | Basilea                       | Svizzera            | St. Jakobshalle                                 |
| 22 giugno 2012    | Dessel                        | Belgio              | Graspop Metal Festival                          |
| 23 giugno 2012    | Milano                        | Italia              | Gods of Metal                                   |
| 25 giugno 2012    | Biblo                         | Libano              | Byblos International Festival                   |
| Nord America #2   |                               |                     |                                                 |
| 10 luglio 2012    | Los Angeles, California       | Stati Uniti         | Hollywood Walk of Fame                          |
| 12 luglio 2012    | Portland, Oregon              | Stati Uniti         | Roseland Theatre                                |
| 13 luglio 2012    | Seattle, Washington           | Stati Uniti         | Paramount Theater                               |
| 14 luglio 2012    | Vancouver,                    | Canada              | Queen Elizabeth Theatre                         |
| 16 luglio 2012    | Edmonton,                     | Canada              | Northern Alberta Jubilee Auditorium             |
| 17 luglio 2012    | Calgary                       | Canada              | Southern Alberta Jubilee Auditorium             |
| 19 luglio 2012    | Medicine Hat                  | Canada              | Esplanade Arts & Heritage Centre                |
| 20 luglio 2012    | Saskatoon                     | Canada              | TCU Place                                       |
| 21 luglio 2012    | Winnipeg                      | Canada              | Burton Cummings Theatre for the Performing Arts |
| 23 luglio 2012    | Thunder Bay                   | Canada              | Thunder Bay Community Auditorium                |
| 25 luglio 2012    | Belleville                    | Canada              | Empire Rock Fest                                |
| 26 luglio 2012    | London                        | Canada              | Rock the Park                                   |
| 27 luglio 2012    | Montréal                      | Canada              | Olympia Theatre                                 |
| 29 luglio 2012    | Québec                        | Canada              | Agora de Québec                                 |
| 30 luglio 2012    | Moncton                       | Canada              | Centre - Casino Moncton                         |
| 31 luglio 2012    | Halifax                       | Canada              | Cunard Events Centre                            |
| 2 agosto 2012     | Boston, Massachusetts         | Stati Uniti         | House of Blues                                  |
| 3 agosto 2012     | Montclair, New Jersey         | Stati Uniti         | Wellmont Theatre                                |
| 4 agosto 2012     | Huntington, New York          | Stati Uniti         | Paramount Theatre                               |
| 7 agosto 2012     | Dubuque, Iowa                 | Stati Uniti         | Mississippi Moon Bar at Diamond Jo Casino       |
| 8 agosto 2012     | Saint Louis, Missouri         | Stati Uniti         | The Pageant                                     |
| 10 agosto 2012    | Sturgis, Dakota del Sud       | Stati Uniti         | Buffalo Chip Campground                         |
| Oceania           |                               |                     |                                                 |
| 17 agosto 2012    | Auckland                      | Nuova Zelanda       | Vector Arena                                    |
| 19 agosto 2012    | Addington                     | Nuova Zelanda       | CBS Canterbury Arena                            |
| 23 agosto 2012    | Brisbane                      | Australia           | Brisbane River Stage                            |
| 25 agosto 2012    | Sydney                        | Australia           | Sydney Entertainment Centre                     |
| 26 agosto 2012    | Melbourne                     | Australia           | Hisense Arena                                   |
| 28 agosto 2012    | Torrensville                  | Australia           | Thebarton Theatre                               |
| 30 agosto 2012    | Perth                         | Australia           | Metro City                                      |
| Nord America #3   |                               |                     |                                                 |
| 4 settembre 2012  | San Diego, California         | Stati Uniti         | House of Blues                                  |
| 5 settembre 2012  | Phoenix, Arizona              | Stati Uniti         | Celebrity Theatre                               |
| 7 settembre 2012  | Austin, Texas                 | Stati Uniti         | Stubb's                                         |
| 8 settembre 2012  | Dallas, Texas                 | Stati Uniti         | House of Blues                                  |
| 9 settembre 2012  | Houston, Texas                | Stati Uniti         | House of Blues                                  |
| 11 settembre 2012 | New Orleans, Louisiana        | Stati Uniti         | House of Blues                                  |
| 12 settembre 2012 | Atlanta, Georgia              | Stati Uniti         | The Tabernacle                                  |
| 14 settembre 2012 | Atlantic City, New Jersey     | Stati Uniti         | Harrah's Atlantic City                          |
| 15 settembre 2012 | Wallingford, Connecticut      | Stati Uniti         | The Dome at Oakdale Theatre                     |
| 16 settembre 2012 | Hampton Beach, New Hampshire  | Stati Uniti         | Hampton Beach Casino Ballroom                   |
| 18 settembre 2012 | New York, New York            | Stati Uniti         | Hammerstein Ballroom                            |
| 19 settembre 2012 | Cleveland, Ohio               | Stati Uniti         | House of Blues                                  |
| 21 settembre 2012 | Cincinnati, Ohio              | Stati Uniti         | Bogart's                                        |
| 22 settembre 2012 | Detroit, Michigan             | Stati Uniti         | The Fillmore Detroit                            |
| 23 settembre 2012 | Toronto, Ontario              | Canada              | Sound Academy                                   |
| 25 settembre 2012 | Indianapolis, Indiana         | Stati Uniti         | Egyptian Room                                   |
| 28 settembre 2012 | Chicago, Illinois             | Stati Uniti         | Riviera Theatre                                 |
| 29 settembre 2012 | Springfield, Missouri         | Stati Uniti         | O'reilly Family Events Center                   |
| 2 ottobre 2012    | Oakland, California           | Stati Uniti         | Fox Oakland Theatre                             |
| 4 ottobre 2012    | Los Angeles, California       | Stati Uniti         | Tonight Show with Conan O'Brien                 |
| Europa #2         |                               |                     |                                                 |
| 7 ottobre 2012    | Edimburgo                     | Scozia              | Edinburgh Corn Exchange                         |
| 8 ottobre 2012    | Manchester                    | Inghilterra         | Manchester Apollo                               |
| 9 ottobre 2012    | Birmingham                    | Inghilterra         | National Indoor Arena                           |
| 11 ottobre 2012   | Londra                        | Inghilterra         | Brixton O2 Academy                              |
| 12 ottobre 2012   | Londra                        | Inghilterra         | Brixton O2 Academy                              |
| 15 ottobre 2012   | Newcastle                     | Inghilterra         | Newcastle O2 Academy                            |
| 17 ottobre 2012   | Bruxelles                     | Belgio              | AB Club                                         |
| 18 ottobre 2012   | Colonia                       | Germania            | E-Werk                                          |
| 20 ottobre 2012   | Parigi                        | Francia             | Le Zénith                                       |
| 22 ottobre 2012   | Zurigo                        | Svizzera            | Volkhaus                                        |
| 23 ottobre 2012   | Casalecchio di Reno           | Italia              | Unipol Arena                                    |
| 24 ottobre 2012   | Roma                          | Italia              | PalaLottomatica                                 |
| 26 ottobre 2012   | Padova                        | Italia              | Gran Teatro Geox                                |
| Sud America       |                               |                     |                                                 |
| 2 novembre 2012   | Rio de Janeiro                | Brasile             | Fundição Progresso                              |
| 4 novembre 2012   | Brasilia                      | Brasile             | Opera Hall                                      |
| 6 novembre 2012   | San Paolo                     | Brasile             | Espaço das Américas                             |
| 7 novembre 2012   | Curitiba                      | Brasile             | Master Hall                                     |
| 9 novembre 2012   | Porto Alegre                  | Brasile             | Pepsi on Stage                                  |
| 11 novembre 2012  | Santiago del Cile             | Cile                | Maquinaria festival                             |
| 13 novembre 2012  | Montevideo                    | Uruguay             | Teatro de Verano                                |
| 15 novembre 2012  | Córdoba                       | Argentina           | Orfeo Superdomo                                 |
| 17 novembre 2012  | Buenos Aires                  | Argentina           | Stadio Malvinas Argentinas                      |
| 18 novembre 2012  | Buenos Aires                  | Argentina           | El Teatro Vorterix                              |
| 21 novembre 2012  | Caracas                       | Venezuela           | Estacionamiento El Nacional                     |
| Nord America #4   |                               |                     |                                                 |
| 24 novembre 2012  | Monterrey                     | Messico             | Auditorio Banamex                               |
| 25 novembre 2012  | Guadalajara                   | Messico             | Telmex Auditorium                               |
| 27 novembre 2012  | Città del Messico             | Messico             | Palacio de los Deportes                         |
| 2 dicembre 2012   | Los Angeles, California       | Stati Uniti         | The Wiltern                                     |
| Asia #1           |                               |                     |                                                 |
| 31 gennaio 2013   | Dubai                         | Emirati Arabi Uniti | Dubai Tennis Stadium                            |
| 2 febbraio 2013   | Istanbul                      | Turchia             | Küçükçiftlik Park                               |
| Europa #3         |                               |                     |                                                 |
| 4 febbraio 2013   | Sofia                         | Bulgaria            | Festivalna Hall                                 |
| 5 febbraio 2013   | Bucarest                      | Romania             | Sala Palatului                                  |
| 7 febbraio 2013   | Budapest                      | Ungheria            | Budapest Sports Arena                           |
| 8 febbraio 2013   | Lubiana                       | Slovenia            | Hala Tivoli                                     |
| 10 febbraio 2013  | Vienna                        | Austria             | Gasometer                                       |
| 11 febbraio 2013  | Praga                         | Repubblica Ceca     | Lucerna Big Hall                                |
| 13 febbraio 2013  | Katowice                      | Polonia             | Spodek                                          |
| 14 febbraio 2013  | Kaunas                        | Lituania            | Žalgirio Arena                                  |
| 16 febbraio 2013  | Mosca                         | Russia              | Stadio Olimpico                                 |
| 17 febbraio 2013  | San Pietroburgo               | Russia              | A2 Club                                         |
| 19 febbraio 2013  | Helsinki                      | Finlandia           | Hartwall Areena                                 |
| 21 febbraio 2013  | Oslo                          | Norvegia            | Rockefeller                                     |
| 22 febbraio 2013  | Stoccolma                     | Svezia              | Bandit Rock Awards                              |
| 24 febbraio 2013  | Copenaghen                    | Danimarca           | Falconer Theatre                                |
| 25 febbraio 2013  | Brema                         | Germania            | Pier 2                                          |
| 26 febbraio 2013  | Tilburg                       | Paesi Bassi         | 013 Tilburg                                     |
| 28 febbraio 2013  | Nottingham                    | Inghilterra         | Nottingham Arena                                |
| 1º marzo 2013     | Blackpool                     | Inghilterra         | Empress Ballroom                                |
| 3 marzo 2013      | Dublino                       | Irlanda             | Olympia Theatre                                 |
| 4 marzo 2013      | Dublino                       | Irlanda             | Olympia Theatre                                 |
| Asia #2           |                               |                     |                                                 |
| 4 maggio 2013     | Quezon                        | Filippine           | Araneta Coliseum                                |
| 7 maggio 2013     | Shanghai                      | Cina                | Mixing Room                                     |
| 9 maggio 2013     | Seul                          | Corea del Sud       | Uniqlo Ax Hall                                  |
| 11 maggio 2013    | Tokyo                         | Giappone            | Ozzfest                                         |
| Africa            |                               |                     |                                                 |
| 8 giugno 2013     | Città del Capo                | Sudafrica           | Grand Arena                                     |
| 15 giugno 2013    | Sun City                      | Sudafrica           | Sun City Superbowl                              |
| 16 giugno 2013    | Sun City                      | Sudafrica           | Sun City Superbowl                              |
| Nord America #5   |                               |                     |                                                 |
| 29 giugno 2013    | Gibbons                       | Canada              | Boonstock Music Festival                        |
| 1º luglio 2013    | Atlantic City, New Jersey     | Stati Uniti         | Borgata Hotel Casino                            |
| 3 luglio 2013     | Thunder Bay                   | Canada              | Thunder Bay Community Auditorium                |
| 5 luglio 2013     | Naperville, Illinois          | Stati Uniti         | Ribfest                                         |
| 6 luglio 2013     | Peoria, Illinois              | Stati Uniti         | Peoria Civic Center                             |
| 8 luglio 2013     | Boston, Massachusetts         | Stati Uniti         | House of Blues                                  |
| 10 luglio 2013    | Lansing, Michigan             | Stati Uniti         | Common Ground Festival                          |
| 13 luglio 2013    | Tulsa, Oklahoma               | Stati Uniti         | The Joint at Hard Rock Hotel                    |
| 15 luglio 2013    | Gilford, New Hampshire        | Stati Uniti         | Meadowbrook                                     |
| 16 luglio 2013    | Bethlehem, Pennsylvania       | Stati Uniti         | Sands Bethlehem Events Center                   |
| 17 luglio 2013    | Canandaigua, New York         | Stati Uniti         | Constellation Brands Marvin Sands               |
| 19 luglio 2013    | Walker, Minnesota             | Stati Uniti         | Moondance Jam Fairgrounds                       |
| 20 luglio 2013    | Cadott, Wisconsin             | Stati Uniti         | Rock Fest                                       |
| 21 luglio 2013    | Saint Louis, Missouri         | Stati Uniti         | The Pageant                                     |
| 24 luglio 2013    | Park City, Utah               | Stati Uniti         | Park City Live                                  |
| 25 luglio 2013    | Las Vegas, Nevada             | Stati Uniti         | House of Blues                                  |

## Spettacoli di supporto
- Hillbilly Herald  (Maggio 2012)
- Nightwish (8 giugno 2012)
- Opeth (8 giugno 2012)
- Little Angels (8 giugno 2012)
- Terrorvision (8 giugno 2012)
- The Quireboys (8 giugno 2012)
- Red, White and Blues (8 giugno 2012)
- Halestorm (10 giugno 2012)
- Porn Queen (18 giugno e 2 novembre 2012)
- The Darkness (23 giugno 2012)
- Gotthard (23 giugno 2012)
- Hardcore Superstar (23 giugno 2012)

- Black Veil Brides (23 giugno 2012)
- Lizzy Borden (23 giugno 2012)
- PlanetHard (23 giugno 2012)
- Rose Tattoo  (25 e 26 agosto 2012)
- Ginger Wildheart (–12, 17–18 e 22–26 ottobre 2012)
- Mark Tremonti (11–15 ottobre 2012)
- Edguy (4–7 novembre 2012)
- Zerodoze (9 novembre 2012)
- Alley Sin (4 febbraio 2013)
- The Treatment (28 febbraio 2013)

## Come spettacolo di supporto
- Mötley Crüe (11–12 e 21–23 giugno 2012)

## Personale
- Slash - Chitarra solista, chitarra acustica, Slide guitar, talk box, cori
- Myles Kennedy - cantante solista, chitarra ritmica, chitarra acustica
- Todd Kerns- Basso elettrico, cori, cantante solista, chitarra ritmica
- Brent Fitz - batteria, cori
- Frank Sidoris - chitarra ritmica, chitarra acustica, cori

Personale aggiuntivo
- Alice Cooper - cantante in "School's Out" (11 aprile 2012; 31 gennaio 2013)
- Lzzy Hale - cantante in "Out Ta Get Me" (10 giugno 2012; 22 febbraio 2013)
- Steven Adler - cori in "Sweet Child O' Mine" (10 luglio 2012)
- Duff McKagan - basso, cori in "It's So Easy" e "Paradise City" (13 luglio 2012)
- Lemmy Kilmister - cantante, basso in "Doctor Alibi" (2 agosto 2012)
- Gilby Clarke - chitarra ritmica in "Paradise City" (10 agosto e 18 settembre 2012)
- Andrew Stockdale - cantante in "By The Sword" (23 agosto 2012)
- Angry Anderson - cantante in "Nice Boys" (26 agosto 2012)
- Dai Pritchard - slide guitar in "Nice Boys" (26 agosto 2012)
- Chris Buck - chitarra solista nella Blues Jam (9 ottobre 2012)[1]
- Mark Tremonti - chitarra solista in "Rise Today" (11–15 ottobre 2012)
- Zakk Wylde - chitarra solista nella Blues Jam (17 novembre 2012)
- Michael Monroe - cantante in "We're All Gonna Die" e "Magic Carpet Ride" (19 febbraio 2013)